# Bossiaea kiamensis
Bossiaea kiamensis är en ärtväxtart som beskrevs av George Bentham. Bossiaea kiamensis ingår i släktet Bossiaea och familjen ärtväxter. Inga underarter finns listade i Catalogue of Life.